# 萩原清
萩原 清（はぎわら きよし、1959年3月3日 - ）は、日本中央競馬会 (JRA) ・美浦トレーニングセンター所属の調教師。

## 経歴・人物
1982年7月に競馬学校厩務員課程に入学。同課程修了後の同年10月より橋本輝雄厩舎の厩務員となる。1983年に調教助手となり、橋本輝雄厩舎、今津福松厩舎、鈴木勝太郎厩舎、鈴木康弘厩舎にて調教助手を務める。
1996年に調教師試験に合格し、同年12月に厩舎開業。初出走は1996年12月21日の中山競馬第7競走のラインフィーバーで13着。初勝利は、1997年3月15日の中山競馬第4競走のトーヨージェイドであった。騎手は横山典弘や後藤浩輝を起用するケースが多い。
1999年2月14日、東京競馬の共同通信杯4歳ステークスで勝浦正樹騎乗のヤマニンアクロが勝利し、重賞初勝利を挙げる。
2009年5月31日、第76回東京優駿（日本ダービー）を管理馬のロジユニヴァースが優勝し、厩舎開業14年目にしてJpn1競走初制覇をダービーで果たした。
2024年6月2日、東京5Rでミリオンローズが1着となり、中央競馬史上59人目、現役10人目となるJRA通算700勝を達成した。

## 調教師成績
|            | 日付           | 競馬場・開催  | 競走名         | 馬名             | 頭数 | 人気 | 着順 |
| ---------- | -------------- | ------------- | -------------- | ---------------- | ---- | ---- | ---- |
| 初出走     | 1996年12月21日 | 6回中山7日7R  | 4歳上500万下   | ラインフィーバー | 14頭 | 6    | 13着 |
| 初勝利     | 1997年3月15日  | 2回中山7日4R  | 4歳新馬        | トーヨージェイド | 16頭 | 2    | 1着  |
| 重賞初出走 | 1997年4月5日   | 3回中山5日11R | ダービー卿CT   | サンポテント     | 13頭 | 13   | 13着 |
| 重賞初勝利 | 1999年2月14日  | 1回東京6日11R | 共同通信杯4歳S | ヤマニンアクロ   | 14頭 | 10   | 1着  |
| GI初出走   | 1999年4月18日  | 3回中山8日11R | 皐月賞         | ヤマニンアクロ   | 17頭 | 10   | 10着 |
| GI初勝利   | 2009年5月31日  | 3回東京4日10R | 東京優駿       | ロジユニヴァース | 18頭 | 2    | 1着  |

## 主な管理馬
※括弧内は当該馬の優勝重賞競走、太字はGI級競走。
- ヤマニンアクロ（1999年共同通信杯4歳ステークス）
- アタゴタイショウ（2002年函館2歳ステークス）
- プリサイスマシーン（2003年・2004年中日新聞杯、2006年スワンステークス、2007年阪急杯）
- ハリーズコメット（2005年北海道スプリントカップ）
- マイネルボウノット（2006年佐賀記念）
- ロジユニヴァース（2008年札幌2歳ステークス、ラジオNIKKEI杯2歳ステークス、2009年弥生賞、東京優駿）
- ランフォルセ（2011年エルムステークス、2012年ダイオライト記念、2013年浦和記念、2014年佐賀記念）
- オーブルチェフ（2011年北海道2歳優駿、全日本2歳優駿）
- トランスワープ（2012年函館記念、新潟記念）
- ミトラ（2014年福島記念、2015年金鯱賞）
- レーザーバレット（2015年・2016年テレ玉杯オーバルスプリント、2015年兵庫ゴールドトロフィー）
- アデイインザライフ （2016年新潟記念）
- エピカリス （2016年北海道2歳優駿）
- ルヴァンスレーヴ（2017年全日本2歳優駿、2018年ユニコーンステークス、ジャパンダートダービー、マイルチャンピオンシップ南部杯、チャンピオンズカップ）[2]
- ノームコア （2018年紫苑ステークス、2019年ヴィクトリアマイル、富士ステークス、2020年札幌記念、香港カップ）
- ダノンキングリー （2019年共同通信杯、毎日王冠、2020年中山記念、2021年安田記念）

## 主な厩舎スタッフ
- 二本柳壮（調教助手）
- 小島太一（調教助手）
- 南田雅昭（調教助手）